# Агаян, Сос Суренович
Сос Суренович Агаян (арм. Սոս Սուրենի Աղայան; англ. Sos Agaian; 07 сентября 1946) — американский ученый в области информатики, математики, информационной безопасности, искусственного интеллекта, доктор технических наук.
Заслуженный профессор Колледжа Статен-Айленда и Центра выпускников Городского университета Нью-Йорка (CUNY, 2017), исполнительный директор Лаборатории компьютерного зрения и обучения CSI/CUNY (1997), профессор Техасского университета в Сан-Антонио (UTSA) и директор лаборатории мультимедийной аналитики и обработки мобильных сигналов (2005–2017), адъюнкт-профессор кафедры ECE Университет Тафтса (1997– 2011), профессор инженерных наук Центра последипломного образования Городского университета Нью-Йорка (2001–2002), приглашенный профессор в Международном центре обработки сигналов Тампере, Финляндия, профессор Ереванского государственного университета, Ереванского политехнического института и председатель отдела вычислительной техники и цифровой обработки сигналов Национальной академии наук Армении (1979 - 1993). Иностранный член НАН РА.

## Биография
Агаян получил степень магистра математики и механики (с отличием) в Ереванском государственном университете, Армения, кандидатскую степень по математике и физике в Математическом институте им. В. А. Стеклова Российской академии наук (РАН) и степень доктора технических наук в Институте систем управления РАН.

## Научная деятельность
Междисциплинарные исследования доктора Агаяна развились от промышленной математики до информатики и от прикладной обработки сигналов, изображений до анализа данных и нейровычислений. Научные интересы доктора Агаяна связаны с аналитикой больших и малых данных, компьютерным зрением и зондированием, машинным обучением и городскими вычислениями, мультимодальной биометрической и цифровой криминалистикой, обработкой и слиянием информации, а также быстрыми алгоритмами. У него есть особые интересы в поиске смысла в визуальном содержании — анализе лиц, текста, объектов, действий и другого содержания на изображениях и в разработке научных систем и архитектур в теории и практике инженерных и компьютерных наук (с акцентом на сложную цифровую обработку данных, информационные науки и системные технологии в вооруженных силах).
Доктор Агаян разработал приложения в области здравоохранения, интеллектуального анализа биомедицинских данных, распознавания объектов, обработки сигналов, компьютерной проверки качества продуктов питания, 3D-изображений с видимыми и тепловыми датчиками, вычислительной фотографии, безопасности мультимедиа, медицинских и биомедицинских технологий, ориентированных на потребности, финансов и другие смежные области.
Агаян получил более семи миллионов долларов США в виде грантов от NSF, DARPA, Министерства энергетики США, Армии США, NIJи AFOSR.
Владеет более чем 44 американскими и зарубежными патентами и свидетельствами, выданными или находящимися на рассмотрении.
Усилиями доктора Агаяна, Техасский университет (UTSA) был поднят до национального исследовательского университета первого уровня. В 2009 году Министерство внутренней безопасности (США) назначило UTSA «Национальным центром академического мастерства в области исследований обеспечения безопасности информации», а программа кибербезопасности UTSA признана лучшей в стране.
Технологии, которые изобрел Агаян, были приняты несколькими учреждениями, в том числе правительством США, и коммерциализированы в промышленности.
Опубликовал 750 статей, 10 книг, 19 глав в книгах. Некоторые объекты интеллектуальной собственности Агаяна находятся под коммерческой лицензией. Он является помощником редактора нескольких журналов, в том числе журналов Image processing Transaction (IEEE) и IEEE Transaction of Cybernetics.

## Государственная служба
Агаян работал консультантом правительств Германии, Гонконга, Израиля и Чехии. Он работал в советах и комитетах многих промышленных, академических и профессиональных учреждений, включая UTSA и IEEE-SMC.

## Достижения
- 2021 — член Азиатско-Тихоокеанской ассоциации искусственного интеллекта (AAIA);
- награда сообщества SPIE (2020,2021);
- премия Life Career Award 2018, армянские инженеры и ученые Америки, «за его значительные достижения на протяжении всей карьеры»;
- 2017 — избран членом Института инженеров по электротехнике и электронике «за его вклад в биологические системы обработки визуальных данных»;
- 2016 — ежегодная премия за инновации, Техасский университет в Сан-Антонио;
- 2015 — премия за выдающиеся достижения в области преподавания[6];
- 2014 — премия «Новатор года» (UTSA)[6];
- 2010 — избран членом Американской ассоциации содействия развитию науки «за выдающийся вклад в развитие теории интеллектуальных систем визуализации и прикладной науки, включая фундаментальную методологию, профессиональные услуги и инженерное образование»;
- 2008 — избран иностранным членом Национальной академии наук Республики Армения;
- 2006 — избран членом Международного общества оптической инженерии «в знак признания выдающегося и ценного вклада в область оптической инженерии»;
- 2006 — награда за выдающиеся заслуги в исследованиях (UTSA)[6];
- 2004 — член Eta Kappa Nu[англ.];
- премия MAEStro «Педагог года» 2004 г от Общества мексикано-американских инженеров и ученых[англ.];
- 2001 — ежегодная премия Колледжа Статен-Айленда (Городской университет Нью-Йорка)[3].